# Пехоциньский, Ян
Ян Пехоциньский (пол. Jan Piechociński; род. 26 июля 1950) — польский актёр театра, кино и телевидения; также актёр озвучивания.

## Биография
Ян Пехоциньский родился в Варшаве. Актёрское образование получил в Киношколе в Лодзи, которую окончил в 1976 году. Дебютировал в кино в 1974, в театре в 1976 году. Актёр театров в Варшаве (театр «Атенеум», Польский театр). Выступал в спектаклях «театра телевидения» в 1977—1997 годах.

## Избранная фильмография

### актёр
- 1974 — Первый правитель / Gniazdo — воин / чешский князь
- 1976 — Красные шипы / Czerwone ciernie — тюремный надзиратель
- 1975 — История греха / Dzieje grzechu — Станислав Ливицкий, студент
- 1977 — Акция под Арсеналом / Akcja pod Arsenałem — врач
- 1977 — Польские пути / Polskie drogi — Дарек, партизан
- 1977 — Страсть / Pasja
- 1978 — Доложи, 07 / 07 zgłoś się — Адам Фордон (только в 5-й серии)
- 1979 — Час «В» / Godzina "W" — «Ястреб»
- 1979 — Доктор Мурек / Doktor Murek — бездомный в ночлеге (только в 3-й серии)
- 1981 — Большой пикник / Wielka majówka — Юлек
- 1984 — Гибель Аполлонии / Тайната на Аполония / Vrak — Гельмут
- 1985 — Дезертиры / C.K. Dezerterzy — свита генерала
- 1985 — Ох, Кароль / Och, Karol — Кароль
- 1987 — Магнат / Magnat
- 1988 — Короткий фильм о любви / Krótki film o miłości — любовник Магды
- 1988 — Декалог 6 / Dekalog 6 — любовник Магды
- 1989 — После падения / Po upadku. Sceny z życia nomenklatury — фоторепортёр на строикельстве
- 1996–1998 — Экстрадиция / Ekstradycja — врач
- 2000 — Первый миллион / Pierwszy milion — преподаватель на маклерском курсе
- 2005 — Кароль. Человек, ставший Папой Римским / Karol, un uomo diventato Papa — переводчик
- 2011 — Ох, Кароль 2 / Och, Karol 2

### польский дубляж
- Бэтмен, Сто один далматинец, Тролль в Центральном парке